# Pilar Shimizu
Pilar Celina Taitano Shimizu (ur. 27 maja 1996 w Tamuning) – guamska pływaczka specjalizująca się w stylu klasycznym, olimpijka z Londynu i Rio de Janeiro.

## Przebieg kariery
W 2010 uczestniczyła w mistrzostwach świata na basenie 25-metrowym, najlepszy wynik uzyskała, zajmując 35. pozycję w końcowej klasyfikacji konkurencji pływackiej 200 m st. klasycznym. Rok później brała udział również w mistrzostwach świata, tym razem na basenie 50-metrowym. Startowała w konkurencji 50 m st. dowolnym i z rezultatem 0:28,71 zajęła 55. pozycję, natomiast w konkurencji 100 m st. klasycznym uzyskała rezultat 1:21,19 plasujący ją ostatecznie na 41. pozycji w klasyfikacji końcowej.
W 2012 roku reprezentowała swój kraj na letnich igrzyskach olimpijskich, w ramach których wzięła udział w konkurencji 100 m st. klasycznym. Zawodniczka uzyskała w eliminacjach rezultat czasowy 1:15,76 – był to nowy rekord Guamu i uplasował ją na 2. pozycji w swej kolejce, ale był też niewystarczający do awansu do dalszej fazy konkurencji (pływaczka w końcowej klasyfikacji była dopiero na 42. pozycji).
W 2013 roku w ramach pływackich mistrzostw świata uczestniczyła w konkurencjach 50 m st. dowolnym oraz 50 m st. klasycznym. W tej pierwszej konkurencji uzyskała czas 0:28,14 i z nim uplasowała się na 53. pozycji, natomiast w drugiej z tych konkurencji uzyskała czas 0:34,20 plasujący zawodniczkę na 55. pozycji w końcowej klasyfikacji. W 2015 na igrzyskach Pacyfiku wywalczyła dwa srebrne medale – w konkurencjach 50 i 100 m st. klasycznym.
Była uczestniczką mistrzostw świata w Kazaniu. W ich ramach rywalizowała w konkurencji 100 m st. klasycznym, gdzie uzyskała rezultat 1:18,11 plasujący ją na 58. pozycji, jak również w konkurencji 200 m tym samym stylem pływackim, w której uzyskała rezultat czasowy 2:56,47 plasujący ją na 46. pozycji w klasyfikacji końcowej. Po raz ostatni w zawodach międzynarodowych brała udział w letnich igrzyskach olimpijskich, w ramach których rywalizowała w konkurencji 100 m st. klasycznym. W tej konkurencji osiągnęła czas 1:16,65 – był to rezultat plasujący zawodniczkę na 6. pozycji w swej kolejce i nie dał jej awansu do dalszej fazy zmagań, pływaczka z tym samym rezultatem zajęła 38. pozycję w klasyfikacji łącznej.

## Rekordy życiowe
| Konkurencja             | Data              | Miejsce      | Rezultat   |
| Basen 50 m              | Basen 50 m        | Basen 50 m   | Basen 50 m |
| ----------------------- | ----------------- | ------------ | ---------- |
| 50 m stylem dowolnym    | 3 sierpnia 2013   | Barcelona    | 0:28,14    |
| 50 m stylem klasycznym  | 8 lipca 2015      | Port Moresby | 0:33,35    |
| 100 m stylem klasycznym | 29 lipca 2012     | Londyn       | 1:15,76    |
| 200 m stylem klasycznym | 6 sierpnia 2015   | Kazań        | 2:56,47    |
| Basen 25 m              |                   |              |            |
| 50 m stylem dowolnym    | 12 listopada 2011 | Tokio        | 0:28,57    |
| 100 m stylem dowolnym   | 13 listopada 2011 | Tokio        | 1:02,27    |
| 50 m stylem klasycznym  | 15 grudnia 2010   | Dubaj        | 0:35,25    |
| 100 m stylem klasycznym | 17 grudnia 2010   | Dubaj        | 1:18,36    |
| 200 m stylem klasycznym | 19 grudnia 2010   | Dubaj        | 2:51,66    |
| 50 m stylem motylkowym  | 13 listopada 2011 | Tokio        | 0:33,44    |

Źródło: 